# Tchort
Tchort (Чёрт), настоящее имя Терье Вик Скай (норв. Terje Vik Schei; род. 7 июля 1974) — норвежский рок-музыкант, играющий в стиле блэк-метал. Свой псевдоним «Tchort» («Чёрт») взял из славянских языков.

## Музыкальная карьера

### Коллективы
Чёрт выступает в составе блэк-метал-группы Emperor, также играет в дэт-метал-группе Green Carnation и блэк-группе Carpathian Forest. Музыкальную карьеру начал в 1991 году, выступая в Green Carnation. Также в 1997—1999 годах выступал в легендарной группе Satyricon. Помимо выступлений в группах, также известен продюсерской деятельностью: 1 июля 2005 Чёртом был основан собственный музыкальный лейбл Sublife Productions.

### Дискография
- Green Carnation — Hallucinations of Despair (1991) — Демозапись
- Emperor — In the Nightside Eclipse (1994)
- Green Carnation — Journey to the End of The Night (1999) − CD
- Carpathian Forest — Strange Old Brew (2000)
- Blood Red Throne — Monument of Death (2001)
- Carpathian Forest — Morbid Fascination of Death (2001)
- Green Carnation — Light of Day, Day of Darkness (2001)
- Blood Red Throne — Affiliated With the Suffering (2003)
- Carpathian Forest — Defending the Throne of Evil (2003)
- Green Carnation — A Blessing in Disguise (2003)
- Carpathian Forest — We’re Going to Hollywood for This — Live Perversions DVD (2004)
- Green Carnation — The Trilogy (2004) − Сборник
- Green Carnation — Alive and Well… In Krakow (2004) − DVD
- Blood Red Throne — Altered Genesis (2005)
- Green Carnation — The Quiet Offspring (2005)
- Green Carnation — The Burden is Mine… Alone] (2005) − EP
- Carpathian Forest — Fuck You All!!!! (2006)
- Green Carnation — The Acoustic Verses (2006)
- Blood Red Throne — Come Death (2007)
- Green Carnation — A Night Under the Dam (2007) − DVD
- Green Carnation — The Rise and Fall of Mankind (планируется)
- Blood Red Throne — Souls of Damnation (2009)